# 沈既済
沈 既済（しん きせい、750年 - 800年頃）は、唐代の歴史家・小説家。蘇州呉県の人。歴史書『建中実録』10巻や、伝奇小説の作品がある。

## 人物と作品
『新唐書』の巻132に伝記がある。
楊炎が吏部侍郎の時に史家として認められ、徳宗の建中元年（780年）に楊炎が宰相となった時に左拾遺（中国語版）・史館修撰（中国語版）に任じられた。翌年に楊炎が罷免されると、連座して処州に左遷される。数年後に楊炎の政敵の盧杞（中国語版）（ろき、? - 785年）の失脚により都に戻り、礼部員外郎となる。子は沈伝師（769年 - 827年）。
伝奇小説として『枕中記』『任氏伝』（781年）がある。
『枕中記』は、『文苑英華』833巻・『太平広記』82巻、『任氏伝』は『太平広記』452巻・『類説』28巻に収められており、『異聞集』から採取したとされている。いずれも後世の戯曲・小説に広く影響を及ぼした。『枕中記』の夢の中で立身出世していくという筋は、自身が楊炎の失脚に巻き込まれたことに絡ませたという見方もある。『任氏伝』では、処州に流される旅の途中でこの話を同輩達と語り合ったことが執筆のきっかけであると、文中に記されている。